# Inter Access Point Protocol
Das Inter Access Point Protocol (IAPP) ist ein Protokoll zur herstellerübergreifenden Kommunikation zwischen Access Points. Es wurde im IEEE-Standard 802.11f im Jahr 2003 als Empfehlung verabschiedet und im Jahr 2006 wieder zurückgezogen.
IAPP dient dem Roaming von Clients zwischen verschiedenen Access Points. Im Standard 802.11 wurde das Roaming nicht definiert. Somit wurde das Roaming herstellerspezifisch implementiert.
Die Kommunikation der Access Points erfolgt per Multicast. Beim Wechsel eines Clients zu einem anderen Access Point informiert (Handover Request) der übernehmende Access Point den ehemals bedienenden Access Point. Der ehemalige Access Point löscht daraufhin den Client aus seiner Stationstabelle. Da der übernehmende Access Point diese Information mit der Quell-MAC-Adresse des Clients übermittelt, lernen im LAN vorhandene Switches den neuen Leitweg und können somit ihre Zuordnungstabelle aktualisieren.